# Jerzy Stahl
Jerzy Wojciech Stahl (ur. 13 czerwca 1939 w Warszawie, zm. 16 lutego 1997 tamże) – polski duchowny ewangelicko-reformowany, działacz ekumeniczny i publicysta, radca duchowny Konsystorza Kościoła Ewangelicko-Reformowanego w Polsce oraz członek Prezydium Synodu tego Kościoła.

## Życiorys

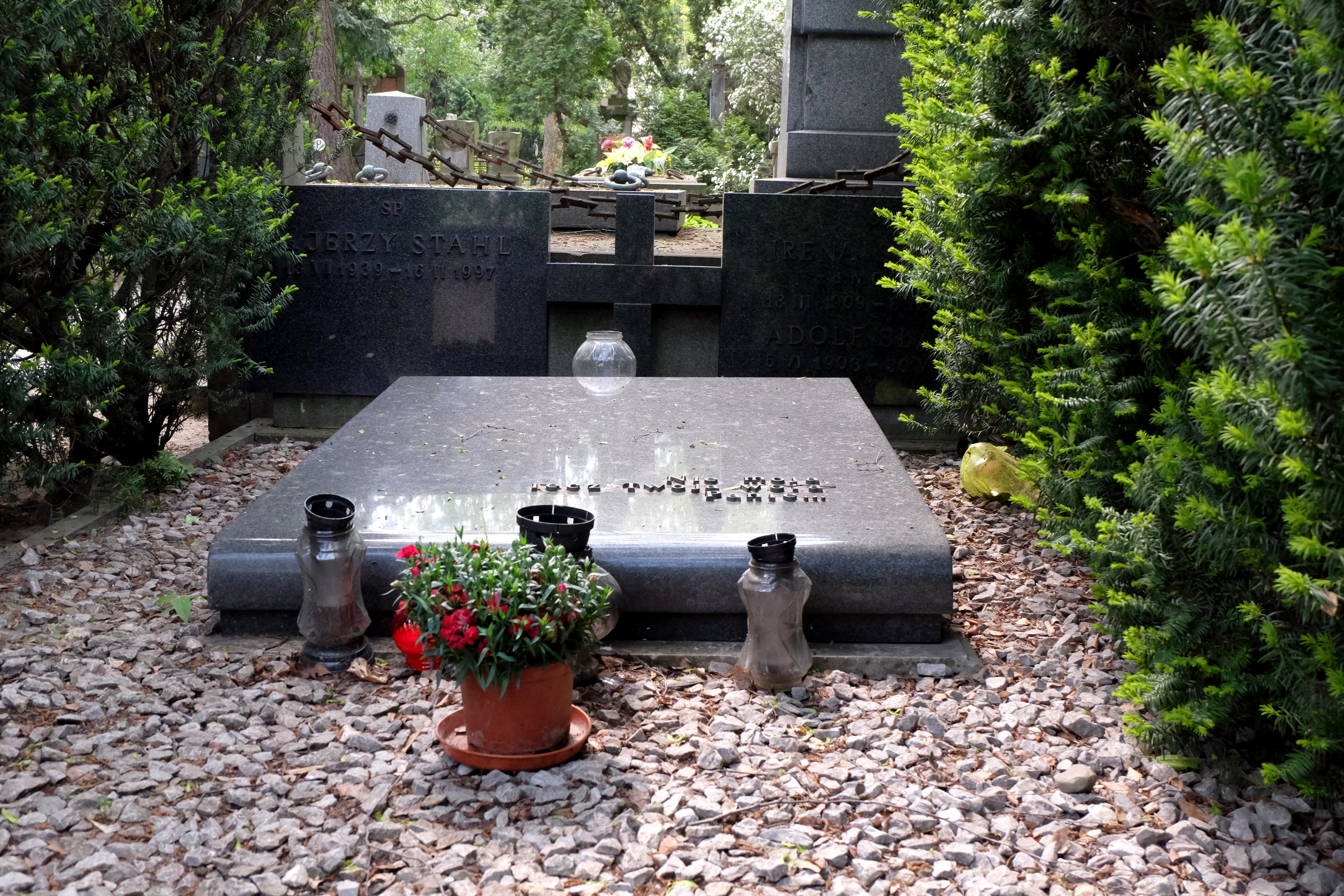
Grób ks. Jerzego Stahla na cmentarzu ewangelicko-reformowanym przy ul. Żytniej w Warszawie

Był synem urzędnika państwowego Leopolda Hugona Stahla i Anny z Ratfelderów. Po ukończeniu szkoły ogólnokształcącej podjął studia na Wydziale Mechaniki Precyzyjnej Politechniki Warszawskiej, których nie ukończył. W latach 1964–1969 studiował w Chrześcijańskiej Akademii Teologicznej w Warszawie, gdzie uzyskał tytuł magistra teologii ewangelickiej. Na duchownego został ordynowany w 1970 i podjął pracę wikariusza parafii ewangelicko-reformowanej w Warszawie, jednocześnie piastując obowiązki administratora parafii ewangelicko-reformowanej w Żychlinie. W 1972 po raz pierwszy uczestniczył w letnim kursie Instytutu Ekumenicznego w Bossey. W latach 1974–1986 pełnił obowiązki administratora parafii ewangelicko-reformowanej w Łodzi. W 1980 wyjechał na sześć tygodni do USA w ramach Ekumenicznego Programu Parafialnego dla duchownych z Europy Środkowo-Wschodniej i pracował w prezbiteriańskiej parafii w Poland, w stanie Ohio. 
W latach 1980–1995 był w charakterze radcy duchownego członkiem Konsystorza Kościoła Ewangelicko-Reformowanego w PRL i RP. W czasie stanu wojennego wraz z żoną Barbarą Stahl organizował pomoc dla rodzin represjonowanych działaczy opozycji demokratycznej, a także pośredniczył w przekazywaniu leków i sprzętu medycznego do łódzkich szpitali. W 1985 przeszedł zawał serca, a następnie zachorował na nowotwór i zmuszony był na stałe osiąść w Warszawie, gdzie udzielał się w stołecznej parafii. Był między innymi przewodniczącym Komisji Katechetycznej oraz Komisji Problemowej Synodu Kościoła Ewangelicko-Reformowanego w RP. Od lipca 1992 ponownie administrował parafią w Łodzi, do której dojeżdżał z Warszawy. Od 1995 był członkiem Prezydium Synodu Kościoła Ewangelicko-Reformowanego w RP jako notariusz. W latach 1994–1995 piastował funkcję redaktora naczelnego Jednoty. Publikował również artykuły na łamach Więzi, Tygodnika Powszechnego oraz Studiów i Dokumentów Ekumenicznych. Był członkiem Komisji ds. Dialogu z Kościołem Rzymskokatolickim Polskiej Rady Ekumenicznej.
Zmarł 16 lutego 1997 i został pochowany na cmentarzu ewangelicko-reformowanym w Warszawie (kwatera M-6-1).
W 2009 pod redakcją Ewy Pokorskiej ukazała się publikacja zbiorowa pt. Zwykły niezwykły. Pamięci księdza Jerzego Stahla (Wydawnictwo Naukowe Semper;
ISBN 978-83-7507-068-2).